# Fiat CR.42 Falco
Фіат CR.42 Фалько («Сокіл», італ. Fiat CR.42 «Falco») — італійський винищувач-біплан розробки компанії Fiat. Він став останнім біпланом прийнятим на озброєння в країнах-учасниках Другої світової війни. Виготовлявся не тільки для Італійських ВПС, а також і на експорт.

## Історія створення
Успішне використання біплана CR.32 під час громадянської війни в Іспанії переконали військове керівництво Італії в боєздатності біпланів як винищувачів. Тому ідея вдосконалити конструкцію літака для нового винищувача була підтримана і команда інженерів під керівництвом Челестіно Розателлі почала роботи. Під час розробки створювались прототипи з різними типами двигунів, які отримали позначення CR.33, CR.40 і CR.41, але вибір було зроблено на користь моделі CR.42 з двигуном повітряного охолодження Fiat A.74 RC.38 потужністю 840 к.с.
В цілому новий літак був схожим на CR.32, але верхнє крило не мало вигину, а було прямим. Озброєння теж не змінилось і складалось з двох 12,7-мм кулеметів. Прототип вперше піднявся в повітря 23 травня 1938 року, і хоча літак був повільніший за винищувачі інших країн, але він був значно маневренішим і відмінно керованим. Також CR.42 був відносно дешевим, тому було почате серійне виробництво. Загалом до червня 1943 року було побудовано 1782 CR.42.

## Основні модифікації
- CR.42 — оснащувався двигуном A.74 RC.38 потужністю 840 к.с. Початково оснащувався двома 12,7-мм кулеметами, але в польових умовах склад озброєння часто змінювався. В багатьох джерелах варіант з одним 12,7-мм і одним 7,7-мм кулеметами позначається CR.42, з двома 12,7-мм кулеметами — CR.42bis, а з чотирма 12,7-мм — CR.42ter, але в офіційній документації всі вони позначались однаково. На базі основної моделі також було розроблено спеціалізовані модифікації:
  - CR.42AS — штурмова модифікація з можливістю встановлення двох 100 кг бомб.
  - CR.42Egeo — оснащувався додатковим паливним баком в фюзеляжі для використання над Середземним морем.
  - CR.42CN — варіант нічного винищувача з довшими вихлопними патрубками двигуна для маскування.
  - CR.42B — двомісна навчальна модифікація.
  - CR.42DB — прототип літака з німецьким двигуном Daimler-Benz DB601E потужністю 1010 к.с.
  - ICR.42 — прототип з поплавковим шасі.

## Тактико-технічні характеристики

Дані з Истребители Второй Мировой. Самая полная энциклопедия

### Технічні характеристики
- Довжина: 8,26 м
- Висота: 3,58 м
- Розмах крила:
  - верхнього: 9,7 м
  - нижнього: 6,5 м
- Площа крила: 22,4 м²
- Маса порожнього: 1720 кг
- Маса спорядженого: 2295 кг
- Двигун: Fiat A.74 RC.38
- Потужність: 840 к. с.

### Льотні характеристики
- Максимальна швидкість:
  - біля землі: 342 км/год
  - на висоті 5300 м: 438 км/год
- Практична стеля: 10050 м
- Дальність польоту: 775 км
- Час підйому на 3000 м: 4 хв. 15 c.